# Palthis heteropalpa
Palthis heteropalpa är en fjärilsart som beskrevs av George Francis Hampson. Palthis heteropalpa ingår i släktet Palthis och familjen nattflyn. Inga underarter finns listade i Catalogue of Life.